# Porta degli Angeli
La porta degli Angeli è una torre d'avvistamento che poi funse anche da porta di Ferrara lungo le mura settentrionali della città.

## Storia
La torre venne eretta verso l'inizio del Cinquecento. Il suo nome deriva dall'antico toponimo quattrocentesco di Corso Ercole I d'Este, un tempo chiamato Via degli Angeli per la presenza della chiesa non più esistente di Santa Maria degli Angeli, il cui tracciato termina proprio d'innanzi ad essa.
La costruzione della porta rientra nel progetto urbanistico dell'Addizione Erculea, voluta da Ercole I d'Este nel 1492 e portata a termine dall'architetto Biagio Rossetti.
La porta assunse le caratteristiche recenti quando nel XVI secolo fu eretto l'edificio del corpo di guardia e solo allora divenne un importante caposaldo armato. Era collegata al rivellino, sul quale erano posizionate le artiglierie pesanti, tramite un ponte di legno, e nei periodi di pace la costruzione aveva la funzione di porta di rappresentanza dalla quale entravano gli ospiti.
L'uso della porta degli Angeli cambiò numerose volte nel tempo: nel XVIII secolo aveva la funzione di dogana, nel XIX secolo divenne macello per maiali, magazzino per il fieno, polveriera militare e persino abitazione privata fino al 1984.
Durante i restauri degli anni ottanta fu recuperato il rivellino e l'aspetto cinquecentesco della porta con la costruzione di un ponte in metallo per unire il rivellino al prospetto nord. La porta ospita in alcune occasioni eventi temporanei ed è erroneamente conosciuta come casa del boia, nome che probabilmente deriva dalle "grida" dei maiali al macello molto simili ai lamenti umani.
A seguito della devoluzione di Ferrara allo Stato Pontificio avvenuta nel 1598, nel mese di gennaio di quell'anno Cesare d'Este e il suo corteo attraversarono per l'ultima volta quel passaggio nelle mura di Ferrara per abbandonare l'ormai ex capitale del Ducato di Ferrara e recarsi a Modena, la nuova capitale del Ducato di Modena e Reggio. Dopo quell'anno la porta venne chiusa.

## Architettura

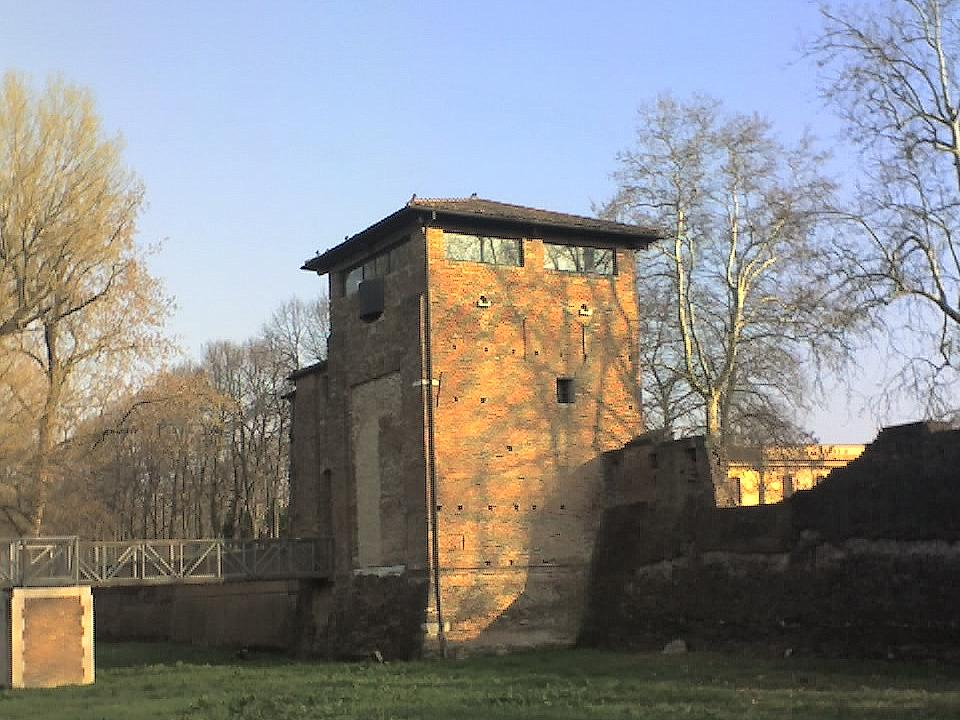
La porta degli Angeli vista dal vallo delle mura.

Vista dal lato sud, verso la città, la porta degli Angeli appare come una torre rettangolare affiancata da una casetta più bassa, un tempo ospitante il corpo di guardia, e collegata alle mura rossettiane dai camminamenti di ronda che si dipanano dai lati della costruzione. D'innanzi ad essa sorge una piccola corte un tempo utilizzata per le esercitazioni militari il cui piano di calpestio è più alto del livello della strada ma più basso rispetto al terrapieno sul quale sorge. I restauri hanno riportato alla luce questo antico piano di calpestio che è stato ripristinato con mattoni moderni mentre il ritrovamento di antiche murature ha permesso di ridisegnare l'antico perimetro della corte. Vista dal lato nord, la porta presenta le medesime caratteristiche, insieme all'aggiunta del rivellino e del ponte in metallo che la collega ad esso.
La funzione primaria della porta fu quella di torre d'avvistamento, un unico ambiente quadrato a cui si accedeva da due fornici rispettivamente a nord e a sud. Tra il XVIII e il XIX secolo i fornici furono tamponati e il ponte di legno e il rivellino abbattuti. Col Progetto Mura, alla fine del XX secolo, è stata ripristinata l'entrata sud e ricostruito, nel rispetto degli ingombri originali, un ponte in metallo e il rivellino, e riaperto il fornice secondario verso nord.
All'interno è stata recuperata l'antica pavimentazione costituita da basole di trachite e da mattoni posti di taglio. Dal corpo centrale della torre si accede a destra alla casetta del corpo di guardia e grazie a una moderna scala a chiocciola in metallo è possibile raggiungere un livello più elevato dal quale si può vedere la cortina delle mura rossettiane e parte del camminamento di ronda, inglobato anch'esso nella struttura, che prosegue ad est, verso il torrione di Francolino, per circa 7 metri.
Dopo un piccolo ambiente dotato di feritoie, si accede alla sommità della torre dove era possibile controllare l'arrivo dei nemici provenienti dal Veneto. Dalla torre d'avvistamento si ha visuale a 360 gradi sulla città, sulle mura rossettiane e sul parco urbano Giorgio Bassani.

## Galleria d'immagini

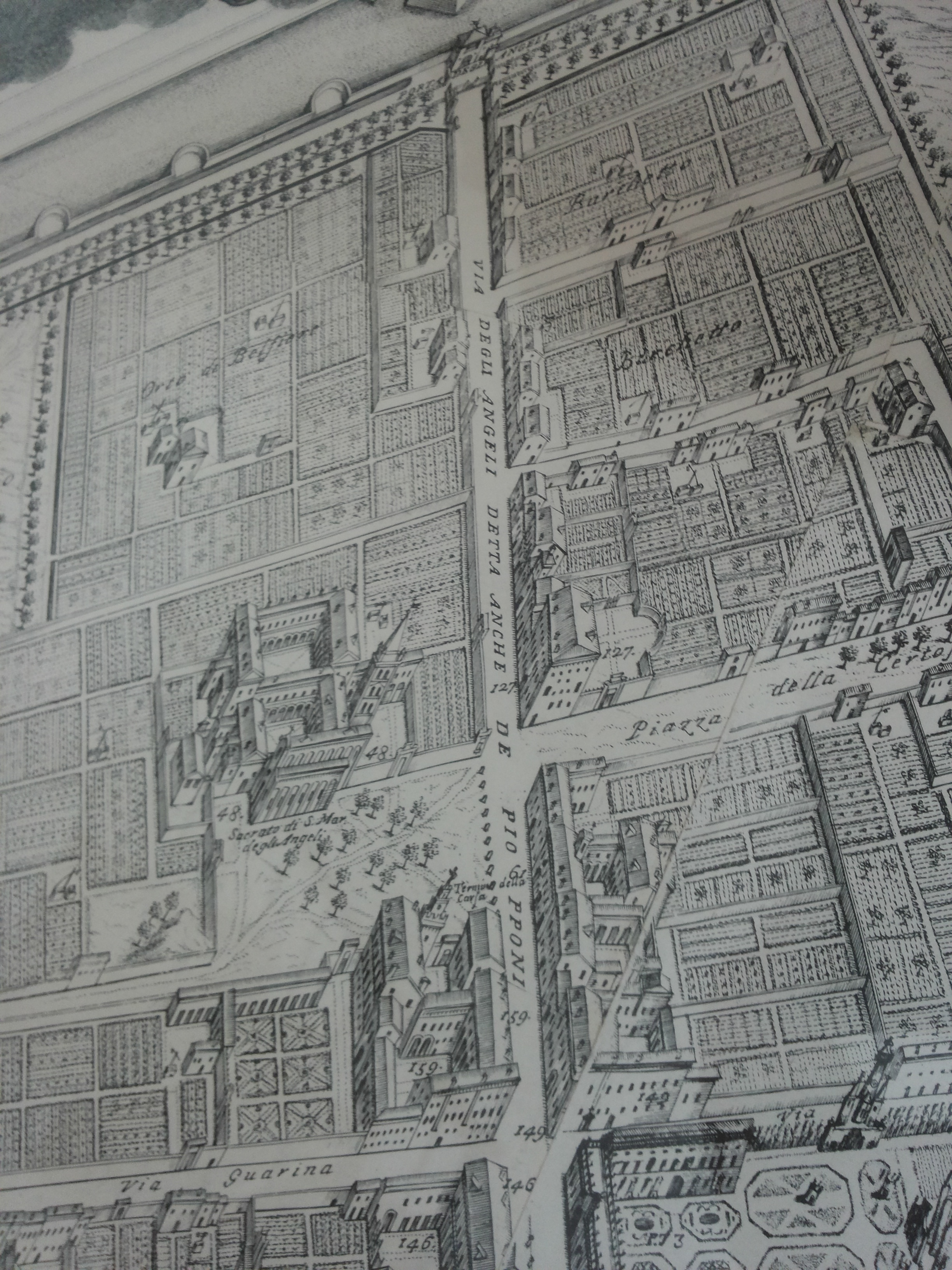
Via degli Angeli detta anche dei Piopponi nel 1747
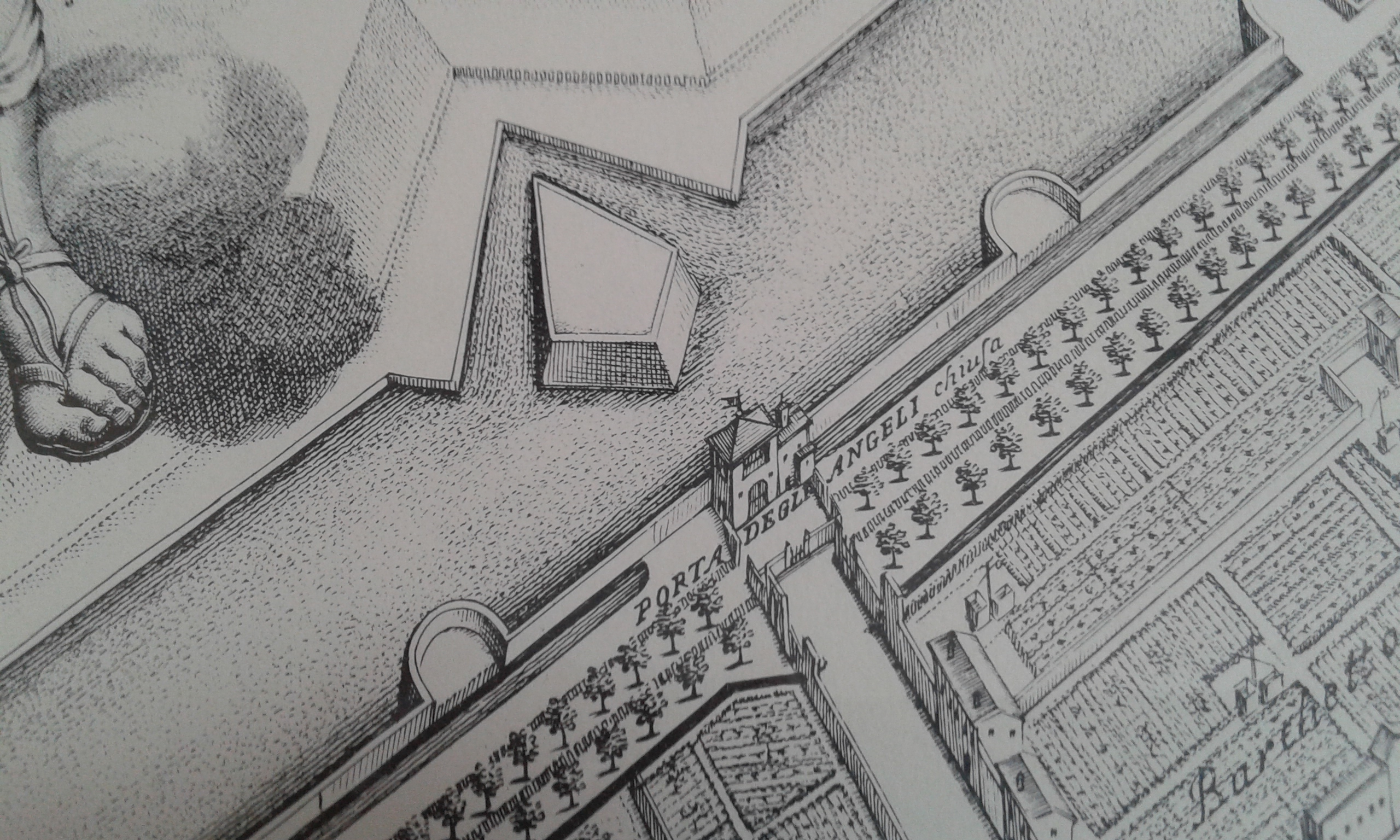
Porta degli Angeli nel 1747, in un'antica incisione di Andrea Bolzoni
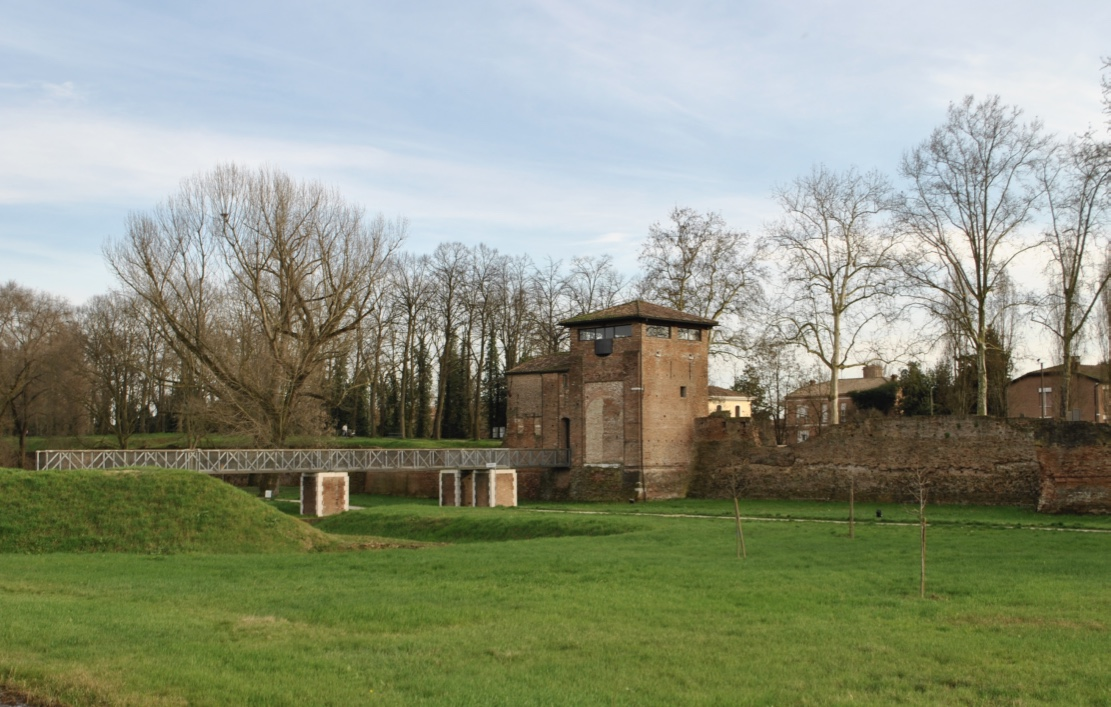
Porta degli Angeli con un tratto di mura
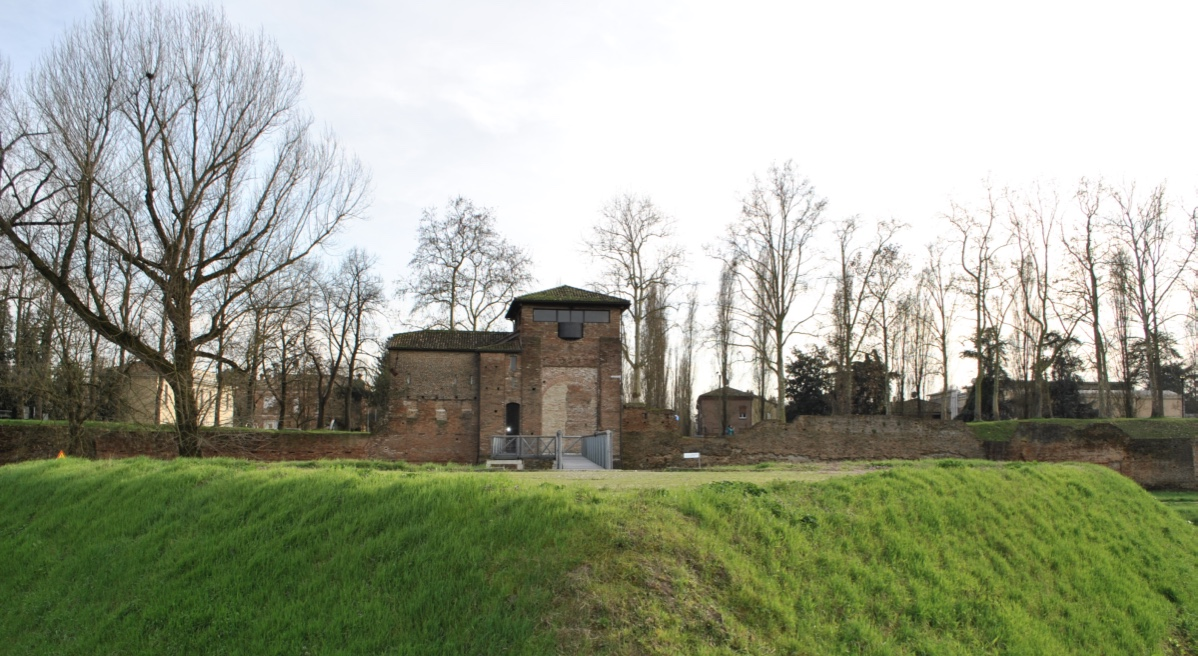
Porta degli Angeli